# Wedge Tomb von Goakstown

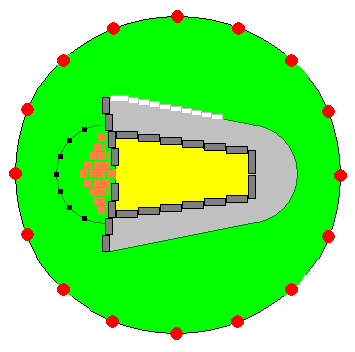
Prinzipskizze Wedge Tomb am Beispiel von Island

Das Wedge Tomb von Goakstown (auch Ault und Gowkstown – lokal auch Giant’s Grave genannt) liegt an einem Südwesthang südlich von Glenarm bei Larne im County Antrim in Nordirland. Wedge Tombs (deutsch „Keilgräber“, früher auch „wedge-shaped gallery grave“ genannt) sind doppelwandige, ganglose, mehrheitlich ungegliederte Megalithbauten der späten Jungsteinzeit und der frühen Bronzezeit in Irland.

## Beschreibung
Das gut erhaltene südwest-nordost-orientierte Keilgrab verfügt noch über 25 dicht stehende Randsteine, einen Teil seines Cairns und einen großen Deckstein. Eine wahrscheinlich absichtlich an einer Ecke abgebrochene etwa 1,2 m hohe Platte trennt die rechteckige Vor- von der Hauptkammer. Die sichtbare Struktur sind die doppelten Außenwände. Diese Steine aus lokalem Sandstein betonen die Keilform des Denkmals und steigen von hinten nach vorne an. Der größte Stein ist 1,6 m hoch und 1,5 m breit. Die Vorkammer hat eine gerade Fassade und die Kammer besteht aus großen Steinen mit einem Sturz. Das Wedge Tomb ist etwa 10,0 m lang, vorne 5,0 m und an der Rückseite etwa 4,0 m breit. Die Galerie ist etwas mehr als 1,0 m breit. Ein Fassadenstein steht vor dem Eingang.
300 m entfernt im Glenarm Valley liegt der Rath von Deer Park Farms.
3,8 km südöstlich, in der Nähe des Ballygilbert Hill, steht der 1,5 Meter hohe, phallische Menhir Cloughhogan.
Der 437 m hohe Vulkankegel des Slemish beherrscht den Horizont.